# Lijst van gemeentelijke monumenten in Maastricht, Wyck
De buurt Wyck in de wijk Maastricht-Centrum in Maastricht heeft 438 panden/objecten die als gemeentelijke monumenten zijn beschreven in 332 regels (monumentnummers). Zie hieronder een overzicht.
Grote concentraties bevinden zich o.a. in de Stationsstraat/Wycker Brugstraat en de Alexander Battalaan, waar een ruime meerderheid van de panden gemeentelijk monument is. Ook aan de Parallelweg/Spoorweglaan en aan de Wilhelminasingel bevinden zich veel gemeentelijke monumenten.
| Object | Bouwjaar                                     | Architect                            | Locatie                                                                        | Coördinaten                   | Nr.                   | Afbeelding |
| --- | -------------------------------------------- | ------------------------------------ | ------------------------------------------------------------------------------ | ----------------------------- | --------------------- | --- |
| Bedrijfspand met werkplaats en bovenwoning in eclectische stijl                                                   | 1914                                         |                                      | Akerstraat 20                                                                  | 50° 50' 51" NB, 5° 42' 12" OL | 0935/1000             | Bedrijfspand met werkplaats en bovenwoning in eclectische stijl                                                   |
| Woonhuis met invloeden van jugendstil en rationalisme                                                             | 1909                                         |                                      | Alexander Battalaan 1, 1ab / hoek Sint Maartenslaan                            | 50° 51' 4" NB, 5° 42' 10" OL  | 0935/1010             | Woonhuis met invloeden van jugendstil en rationalisme                                                             |
| Winkel-woonhuis                                                                                                   | 1910                                         |                                      | Alexander Battalaan 2abc / hoek Sint Maartenslaan                              | 50° 51' 4" NB, 5° 42' 9" OL   | 0935/1030             | Winkel-woonhuis                                                                                                   |
| Dubbelpand | 1908                                         |                                      | Alexander Battalaan 3-5                                                        | 50° 51' 4" NB, 5° 42' 10" OL  | 0935/1031             | Dubbelpand |
| Woonhuis in eclectische stijl                                                                                     | 1909                                         |                                      | Alexander Battalaan 4                                                          | 50° 51' 4" NB, 5° 42' 9" OL   | 0935/1041             | Woonhuis in eclectische stijl                                                                                     |
| Woonhuis in eclectische stijl                                                                                     | 1910                                         |                                      | Alexander Battalaan 6                                                          | 50° 51' 4" NB, 5° 42' 9" OL   | 0935/1057             | Woonhuis in eclectische stijl                                                                                     |
| Woonhuis in eclectische stijl                                                                                     | 1893                                         |                                      | Alexander Battalaan 8                                                          | 50° 51' 4" NB, 5° 42' 9" OL   | 0935/1076             | Woonhuis in eclectische stijl                                                                                     |
| Woonhuis in eclectische stijl                                                                                     | 1891                                         |                                      | Alexander Battalaan 10                                                         | 50° 51' 3" NB, 5° 42' 9" OL   | 0935/1011             | Woonhuis in eclectische stijl                                                                                     |
| Woonhuis in sobere eclectische stijl                                                                              | 1914                                         |                                      | Alexander Battalaan 11                                                         | 50° 51' 3" NB, 5° 42' 11" OL  | 0935/1012             | Woonhuis in sobere eclectische stijl                                                                              |
| Woonhuis in eclectische stijl                                                                                     | 1891                                         |                                      | Alexander Battalaan 12                                                         | 50° 51' 3" NB, 5° 42' 10" OL  | 0935/1013             | Woonhuis in eclectische stijl                                                                                     |
| Dubbel woonhuis                                                                                                   | 1913                                         |                                      | Alexander Battalaan 13-15                                                      | 50° 51' 3" NB, 5° 42' 11" OL  | 0935/1014             | Dubbel woonhuis                                                                                                   |
| Woonhuis in eclectische stijl                                                                                     | 1891                                         |                                      | Alexander Battalaan 14                                                         | 50° 51' 3" NB, 5° 42' 10" OL  | 0935/1015             | Woonhuis in eclectische stijl                                                                                     |
| Woonhuis in eclectische stijl                                                                                     | 1891                                         |                                      | Alexander Battalaan 16                                                         | 50° 51' 3" NB, 5° 42' 10" OL  | 0935/1017             | Woonhuis in eclectische stijl                                                                                     |
| Woonhuis in eclectische stijl                                                                                     | 1913                                         |                                      | Alexander Battalaan 17                                                         | 50° 51' 3" NB, 5° 42' 11" OL  | 0935/1018             | Woonhuis in eclectische stijl                                                                                     |
| Woonhuis in eclectische stijl                                                                                     | 1891                                         |                                      | Alexander Battalaan 18                                                         | 50° 51' 3" NB, 5° 42' 10" OL  | 0935/1019             | Woonhuis in eclectische stijl                                                                                     |
| Dubbel woonhuis in eclectische stijl                                                                              | 1913                                         |                                      | Alexander Battalaan 19a01-b                                                    | 50° 51' 3" NB, 5° 42' 11" OL  | 0935/1020             | Dubbel woonhuis in eclectische stijl                                                                              |
| Woonhuis met lijstgevel in eclectische stijl                                                                      | 1891                                         |                                      | Alexander Battalaan 20                                                         | 50° 51' 2" NB, 5° 42' 10" OL  | 0935/1021             | Woonhuis met lijstgevel in eclectische stijl                                                                      |
| Woonhuis in sobere eclectische baksteenarchitectuur                                                               | 1907                                         |                                      | Alexander Battalaan 21                                                         | 50° 51' 2" NB, 5° 42' 11" OL  | 0935/1022             | Woonhuis in sobere eclectische baksteenarchitectuur                                                               |
| Voormalige koffiebranderij Hustinx met woning in een op Franse voorbeelden geïnspireerde neoclassicistische stijl | 1893, 1903 (verbouw tot woningen)            |                                      | Alexander Battalaan 22-32                                                      | 50° 51' 2" NB, 5° 42' 10" OL  | 0935/1023             | Voormalige koffiebranderij Hustinx met woning in een op Franse voorbeelden geïnspireerde neoclassicistische stijl |
| Woonhuis met lijstgevel in eclectische stijl                                                                      | circa 1900                                   |                                      | Alexander Battalaan 23ab                                                       | 50° 51' 2" NB, 5° 42' 11" OL  | 0935/1024             | Woonhuis met lijstgevel in eclectische stijl                                                                      |
| Woonhuis met lijstgevel in eclectische stijl                                                                      | 1911                                         |                                      | Alexander Battalaan 25                                                         | 50° 51' 2" NB, 5° 42' 12" OL  | 0935/1026             | Woonhuis met lijstgevel in eclectische stijl                                                                      |
| Dubbel woonhuis                                                                                                   | 1913                                         |                                      | Alexander Battalaan 27-29                                                      | 50° 51' 2" NB, 5° 42' 12" OL  | 0935/1028             | Dubbel woonhuis                                                                                                   |
| Voormalig magazijn met bovenwoning in sobere eclectische bouwtrant                                                | 1913                                         |                                      | Alexander Battalaan 31, 31abc                                                  | 50° 51' 1" NB, 5° 42' 12" OL  | 0935/1033             | Voormalig magazijn met bovenwoning in sobere eclectische bouwtrant                                                |
| Dubbel woonhuis in eclectische stijl                                                                              | circa 1900                                   |                                      | Alexander Battalaan 34-36ab                                                    | 50° 51' 1" NB, 5° 42' 11" OL  | 0935/1037 [dode link] | Dubbel woonhuis in eclectische stijl                                                                              |
| Woonhuis in rationalistische stijl                                                                                | 1922                                         |                                      | Alexander Battalaan 35a-d                                                      | 50° 51' 1" NB, 5° 42' 12" OL  | 0935/1036             | Woonhuis in rationalistische stijl                                                                                |
| Woonhuis | 1927                                         |                                      | Alexander Battalaan 37, 37ab                                                   | 50° 51' 1" NB, 5° 42' 12" OL  | 0935/1038             | Woonhuis |
| Herenhuis in neoclassicistische stijl                                                                             | 1886                                         |                                      | Alexander Battalaan 40 (voorheen 38/38bcd)                                     | 50° 50' 57" NB, 5° 42' 12" OL | 0935/1039 [dode link] | Herenhuis in neoclassicistische stijl                                                                             |
| Woonhuis met lijstgevel in eclectische stijl                                                                      | vroege 20e eeuw (lijstgevel)                 |                                      | Alexander Battalaan 39, 39ab                                                   | 50° 51' 0" NB, 5° 42' 12" OL  | 0935/1040             | Woonhuis met lijstgevel in eclectische stijl                                                                      |
| Dubbel woonhuis met lijstgevel in eclectische stijl                                                               | 1900                                         |                                      | Alexander Battalaan 41-43                                                      | 50° 51' 0" NB, 5° 42' 12" OL  | 0935/1042             | Dubbel woonhuis met lijstgevel in eclectische stijl                                                               |
| Woonhuis in eclectische stijl                                                                                     | 1888                                         |                                      | Alexander Battalaan 42                                                         | 50° 50' 57" NB, 5° 42' 12" OL | 0935/1043             | Woonhuis in eclectische stijl                                                                                     |
| Voormalige sigarenfabriek met lijstgevel in eclectische stijl                                                     | 1888                                         |                                      | Alexander Battalaan 44                                                         | 50° 50' 57" NB, 5° 42' 12" OL | 0935/1045             | Voormalige sigarenfabriek met lijstgevel in eclectische stijl                                                     |
| Woonhuis in neoclassicistische stijl                                                                              | 1888                                         |                                      | Alexander Battalaan 46                                                         | 50° 50' 57" NB, 5° 42' 13" OL | 0935/1046             | Woonhuis in neoclassicistische stijl                                                                              |
| Dubbel woonhuis met lijstgevel in sobere eclectische stijl                                                        | 1920                                         |                                      | Alexander Battalaan 47c01-c02/49                                               | 50° 50' 57" NB, 5° 42' 14" OL | 0935/1047             | Dubbel woonhuis met lijstgevel in sobere eclectische stijl                                                        |
| Winkel-woonhuis                                                                                                   | 1903                                         |                                      | Alexander Battalaan 48-50 / hoek Bourgognestraat                               | 50° 50' 56" NB, 5° 42' 13" OL | 0935/1048             | Winkel-woonhuis                                                                                                   |
| Winkel-woonhuis in eclectische stijl                                                                              | 1896                                         |                                      | Alexander Battalaan 52ab / hoek Bourgognestraat                                | 50° 50' 55" NB, 5° 42' 13" OL | 0935/1050             | Winkel-woonhuis in eclectische stijl                                                                              |
| Woonhuis in sobere eclectische stijl met neorenaissance-elementen                                                 | 1896                                         |                                      | Alexander Battalaan 53a-b                                                      | 50° 50' 57" NB, 5° 42' 14" OL | 0935/1051             | Woonhuis in sobere eclectische stijl met neorenaissance-elementen                                                 |
| Dubbel woonhuis in eclectische stijl                                                                              | 1898                                         |                                      | Alexander Battalaan 54-56/56ab                                                 | 50° 50' 55" NB, 5° 42' 13" OL | 0935/1052             | Dubbel woonhuis in eclectische stijl                                                                              |
| Woonhuis | 1895                                         |                                      | Alexander Battalaan 55                                                         | 50° 50' 56" NB, 5° 42' 14" OL | 0935/1053             | Woonhuis |
| Woonhuis met lijstgevel in eclectische stijl                                                                      | 1895                                         |                                      | Alexander Battalaan 57                                                         | 50° 50' 56" NB, 5° 42' 14" OL | 0935/1055             | Woonhuis met lijstgevel in eclectische stijl                                                                      |
| Woonhuis in eclectische stijl                                                                                     | 1898                                         |                                      | Alexander Battalaan 58                                                         | 50° 50' 55" NB, 5° 42' 14" OL | 0935/1056             | Woonhuis in eclectische stijl                                                                                     |
| Woonhuis in eclectische stijl                                                                                     | 1900                                         |                                      | Alexander Battalaan 60                                                         | 50° 50' 54" NB, 5° 42' 14" OL | 0935/1058             | Woonhuis in eclectische stijl                                                                                     |
| Woonhuis in eclectische stijl                                                                                     | 1898                                         |                                      | Alexander Battalaan 61 / Bourgognestraat 15                                    | 50° 50' 55" NB, 5° 42' 15" OL | 0935/1059             | Woonhuis in eclectische stijl                                                                                     |
| Woonhuis in eclectische stijl                                                                                     | 1900                                         |                                      | Alexander Battalaan 62                                                         | 50° 50' 54" NB, 5° 42' 14" OL | 0935/1060             | Woonhuis in eclectische stijl                                                                                     |
| Dubbelpand met lijstgevel in eclectische stijl                                                                    | vóór 1900                                    |                                      | Alexander Battalaan 63                                                         | 50° 50' 55" NB, 5° 42' 15" OL | 0935/1061             | Dubbelpand met lijstgevel in eclectische stijl                                                                    |
| Woonhuis in eclectische stijl                                                                                     | circa 1900                                   |                                      | Alexander Battalaan 64                                                         | 50° 50' 54" NB, 5° 42' 14" OL | 0935/1062             | Woonhuis in eclectische stijl                                                                                     |
| Dubbel woonhuis met lijstgevel in sobere eclectische stijl                                                        | 1897                                         |                                      | Alexander Battalaan 65-67                                                      | 50° 50' 55" NB, 5° 42' 15" OL | 0935/1063             | Dubbel woonhuis met lijstgevel in sobere eclectische stijl                                                        |
| Woonhuis in eclectische stijl                                                                                     | circa 1900                                   |                                      | Alexander Battalaan 66                                                         | 50° 50' 54" NB, 5° 42' 14" OL | 0935/1064             | Woonhuis in eclectische stijl                                                                                     |
| Woonhuis in eclectische stijl                                                                                     | circa 1900                                   |                                      | Alexander Battalaan 68a-d                                                      | 50° 50' 54" NB, 5° 42' 14" OL | 0935/1066             | Woonhuis in eclectische stijl                                                                                     |
| Woonhuis in eclectische stijl                                                                                     | circa 1895-1900                              |                                      | Alexander Battalaan 69, 69abc                                                  | 50° 50' 54" NB, 5° 42' 15" OL | 0935/1067             | Woonhuis in eclectische stijl                                                                                     |
| Dubbel woonhuis in eclectische stijl                                                                              | 1916                                         |                                      | Alexander Battalaan 70-72ab                                                    | 50° 50' 53" NB, 5° 42' 14" OL | 0935/1068             | Dubbel woonhuis in eclectische stijl                                                                              |
| Woonhuis met lijstgevel in eclectische stijl                                                                      | late 19e eeuw (lijstgevel)                   |                                      | Alexander Battalaan 71                                                         | 50° 50' 53" NB, 5° 42' 16" OL | 0935/1069             | Woonhuis met lijstgevel in eclectische stijl                                                                      |
| Dubbel woonhuis in eclectische stijl                                                                              | 1899                                         |                                      | Alexander Battalaan 73-75                                                      | 50° 50' 54" NB, 5° 42' 15" OL | 0935/1071             | Dubbel woonhuis in eclectische stijl                                                                              |
| Twee woonhuizen in eclectische stijl                                                                              | 1913                                         |                                      | Alexander Battalaan 74-76                                                      | 50° 50' 53" NB, 5° 42' 14" OL | 0935/1072             | Twee woonhuizen in eclectische stijl                                                                              |
| Woonhuis in eclecticistiche stijl                                                                                 | 1899                                         |                                      | Alexander Battalaan 77                                                         | 50° 50' 53" NB, 5° 42' 15" OL | 0935/1073             | Woonhuis in eclecticistiche stijl                                                                                 |
| Woonhuis met lijstgevel in sobere eclectische stijl                                                               | 1913                                         |                                      | Alexander Battalaan 78                                                         | 50° 50' 52" NB, 5° 42' 15" OL | 0935/1074             | Woonhuis met lijstgevel in sobere eclectische stijl                                                               |
| Woonhuis in eclecticistiche stijl                                                                                 | 1902                                         |                                      | Alexander Battalaan 79, 79ab                                                   | 50° 50' 53" NB, 5° 42' 16" OL | 0935/1075             | Woonhuis in eclecticistiche stijl                                                                                 |
| Twee woonhuizen                                                                                                   | 1902, 1935 (ophoging)                        |                                      | Alexander Battalaan 80-82                                                      | 50° 50' 52" NB, 5° 42' 15" OL | 0935/1077             | Twee woonhuizen                                                                                                   |
| Woonhuis in eclecticistiche stijl                                                                                 | 1904                                         | J. Seelen                            | Alexander Battalaan 81                                                         | 50° 50' 53" NB, 5° 42' 16" OL | 0935/1078             | Woonhuis in eclecticistiche stijl                                                                                 |
| Woonhuis in eclectische stijl                                                                                     | 1903                                         |                                      | Alexander Battalaan 84                                                         | 50° 50' 52" NB, 5° 42' 15" OL | 0935/1080             | Woonhuis in eclectische stijl                                                                                     |
| Dubbel woonhuis in eclectische stijl                                                                              | 1904                                         |                                      | Alexander Battalaan 85-87                                                      | 50° 50' 53" NB, 5° 42' 16" OL | 0935/1081             | Dubbel woonhuis in eclectische stijl                                                                              |
| Woonhuis in eclectische stijl                                                                                     | 1899                                         |                                      | Alexander Battalaan 86                                                         | 50° 50' 52" NB, 5° 42' 15" OL | 0935/1082             | Woonhuis in eclectische stijl                                                                                     |
| Winkel-woonhuis in eclectische stijl                                                                              | 1900                                         |                                      | Alexander Battalaan 88bc-90 / hoek Bourgognestraat                             | 50° 50' 51" NB, 5° 42' 15" OL | 0935/1084             | Winkel-woonhuis in eclectische stijl                                                                              |
| Woonhuis met lijstgevel in sobere eclectische stijl                                                               | circa 1900                                   |                                      | Alexander Battalaan 89                                                         | 50° 50' 52" NB, 5° 42' 16" OL | 0935/1085             | Woonhuis met lijstgevel in sobere eclectische stijl                                                               |
| Woonhuis | 1922                                         |                                      | Alexander Battalaan 91                                                         | 50° 50' 52" NB, 5° 42' 16" OL | 0935/1086             | Woonhuis |
| Dubbel woonhuis in eclectische stijl                                                                              | 1897                                         |                                      | Alexander Battalaan 93-95                                                      | 50° 50' 52" NB, 5° 42' 16" OL | 0935/1087             | Dubbel woonhuis in eclectische stijl                                                                              |
| Woonhuis met eclectische voorgevel                                                                                | 1899                                         |                                      | Bourgognestraat 1/1abc                                                         | 50° 50' 55" NB, 5° 42' 18" OL | 0935/1158             | Woonhuis met eclectische voorgevel                                                                                |
| Woningen in een rijke eclectische bouwstijl met neogotische elementen                                             | 1890                                         |                                      | Bourgognestraat 2 / Spoorweglaan 6                                             | 50° 50' 56" NB, 5° 42' 18" OL | 0935/1965             | Woningen in een rijke eclectische bouwstijl met neogotische elementen                                             |
| Woonhuis met eclectische voorgevel                                                                                | 1897                                         |                                      | Bourgognestraat 3                                                              | 50° 50' 55" NB, 5° 42' 17" OL | 0935/1175             | Woonhuis met eclectische voorgevel                                                                                |
| Drie woonhuizen in eclectische stijl                                                                              | 1895                                         |                                      | Bourgognestraat 4-8                                                            | 50° 50' 56" NB, 5° 42' 16" OL | 0935/1177             | Drie woonhuizen in eclectische stijl                                                                              |
| Dubbel woonhuis met voorgevel in eclectische stijl                                                                | 1897                                         |                                      | Bourgognestraat 5/5a-d-7                                                       | 50° 50' 55" NB, 5° 42' 17" OL | 0935/1178             | Dubbel woonhuis met voorgevel in eclectische stijl                                                                |
| Woonhuis met asymmetrische gevelopbouw                                                                            | 1913                                         |                                      | Bourgognestraat 9                                                              | 50° 50' 55" NB, 5° 42' 16" OL | 0935/1185             | Woonhuis met asymmetrische gevelopbouw                                                                            |
| Woonhuis met eclectische voorgevel                                                                                | circa 1900                                   |                                      | Bourgognestraat 10                                                             | 50° 50' 56" NB, 5° 42' 15" OL | 0935/1159             | Woonhuis met eclectische voorgevel                                                                                |
| Woonhuis met gestucte lijstgevel                                                                                  | 1913                                         |                                      | Bourgognestraat 12/12ab                                                        | 50° 50' 56" NB, 5° 42' 12" OL | 0935/1160             | Woonhuis met gestucte lijstgevel                                                                                  |
| Woonhuis met eclectische lijstgevel                                                                               | 1895                                         |                                      | Bourgognestraat 16                                                             | 50° 50' 56" NB, 5° 42' 12" OL | 0935/1162             | Woonhuis met eclectische lijstgevel                                                                               |
| Dubbel woonhuis in eclectische stijl                                                                              | 1899                                         |                                      | Bourgognestraat 17-19                                                          | 50° 50' 55" NB, 5° 42' 12" OL | 0935/1166 [dode link] | Dubbel woonhuis in eclectische stijl                                                                              |
| Woonhuis met topgevel in eclectische stijl                                                                        | 1909                                         |                                      | Bourgognestraat 17a-d                                                          | 50° 50' 55" NB, 5° 42' 12" OL | 0935/1164             | Woonhuis met topgevel in eclectische stijl                                                                        |
| Woonhuis in eclectische stijl                                                                                     | circa 1900                                   |                                      | Bourgognestraat 18                                                             | 50° 50' 56" NB, 5° 42' 11" OL | 0935/1165             | Woonhuis in eclectische stijl                                                                                     |
| Woonhuis in eclectische stijl                                                                                     | 1896                                         |                                      | Bourgognestraat 20abc                                                          | 50° 50' 56" NB, 5° 42' 11" OL | 0935/1168             | Woonhuis in eclectische stijl                                                                                     |
| Woonhuis in eclectische stijl                                                                                     | 1899                                         |                                      | Bourgognestraat 21                                                             | 50° 50' 55" NB, 5° 42' 12" OL | 0935/1169             | Woonhuis in eclectische stijl                                                                                     |
| Hoekhuis in eclectische stijl                                                                                     | 1897                                         |                                      | Bourgognestraat 22/22a-e / hoek Wilhelminasingel                               | 50° 50' 56" NB, 5° 42' 10" OL | 0935/1170             | Hoekhuis in eclectische stijl                                                                                     |
| Woonhuis in eclectische stijl                                                                                     | 1899                                         |                                      | Bourgognestraat 23                                                             | 50° 50' 55" NB, 5° 42' 11" OL | 0935/1171             | Woonhuis in eclectische stijl                                                                                     |
| Woonhuis in eclectische stijl                                                                                     | 1893                                         |                                      | Bourgognestraat 25a                                                            | 50° 50' 55" NB, 5° 42' 5" OL  | 0935/1173             | Woonhuis in eclectische stijl                                                                                     |
| Woonhuis in eclectische stijl                                                                                     | 1893                                         |                                      | Bourgognestraat 27                                                             | 50° 50' 55" NB, 5° 42' 4" OL  | 0935/1174 [dode link] | Woonhuis in eclectische stijl                                                                                     |
| Dubbel woonhuis                                                                                                   | 1922                                         |                                      | Bourgognestraat 31ab                                                           | 50° 50' 55" NB, 5° 42' 3" OL  | 0935/1176             | Dubbel woonhuis                                                                                                   |
| Drie woonhuizen met voorgevel in eclectische stijl                                                                | 1895                                         |                                      | Bourgognestraat 56-58-60                                                       | 50° 50' 55" NB, 5° 42' 1" OL  | 0935/1179             | Drie woonhuizen met voorgevel in eclectische stijl                                                                |
| Tuinmuur | Begin van de 17e eeuw                        |                                      | Bourgognestraat 56 t/m 66 (achterzijde)                                        | 50° 50' 56" NB, 5° 42' 0" OL  | 0935/3886             | Upload foto |
| Hoekwoning in eclectische stijl                                                                                   | circa 1900                                   |                                      | Bourgognestraat 72 / hoek Wycker Grachtstraat                                  | 50° 50' 55" NB, 5° 41' 59" OL | 0935/1183             | Hoekwoning in eclectische stijl                                                                                   |
| Winkel-woonhuis met lijstgevel                                                                                    | circa 1935                                   |                                      | Cörversplein 1-1a / hoek Wycker Brugstraat                                     | 50° 50' 58" NB, 5° 41' 51" OL | 0935/1285             | Winkel-woonhuis met lijstgevel                                                                                    |
| Transformatorhuisje in zakelijke baksteenarchitectuur                                                             | circa 1932-1934                              |                                      | Cörversplein tegenover 6                                                       | 50° 50' 57" NB, 5° 41' 51" OL | 0935/1289             | Transformatorhuisje in zakelijke baksteenarchitectuur                                                             |
| Woonhuis met lijstgevel in neoclassicistische stijl                                                               | laat 19e eeuw (gevel)                        |                                      | Cörversplein 7, 7bcd                                                           | 50° 50' 57" NB, 5° 41' 51" OL | 0935/1288             | Woonhuis met lijstgevel in neoclassicistische stijl                                                               |
| Café-woonhuis met voorgevel in eclectische stijl                                                                  | 1901                                         |                                      | Cörversplein 10                                                                | 50° 50' 57" NB, 5° 41' 52" OL | 0935/1286             | Café-woonhuis met voorgevel in eclectische stijl                                                                  |
| Voormalige meisjesschool Franciscanessen van Heythuysen                                                           | 1916                                         |                                      | Franciscus Romanusweg 90                                                       | 50° 51' 5" NB, 5° 41' 54" OL  | 0935/1313             | Meer afbeeldingen                                                                                                 |
| Reliëfs Wilhelminabrug                                                                                            | 1932                                         | Hendrik van den Eijnde               | Kleine Griend, Franciscus Romanusweg ter hoogte van Sint Maartenslaan          | 50° 51' 4" NB, 5° 41' 51" OL  | 0935/1314             | Reliëfs Wilhelminabrug                                                                                            |
| Woonhuis |                                              |                                      | Heugemerweg 2a / hoek Akerstraat                                               | 50° 50' 50" NB, 5° 42' 19" OL | 0935/3583             | Woonhuis |
| Voormalige zoutziederij met lijstgevel                                                                            | 19e eeuw (lijstgevel)                        |                                      | Hoge Barakken 4, 4bc                                                           | 50° 50' 49" NB, 5° 42' 7" OL  | 0935/1487             | Voormalige zoutziederij met lijstgevel                                                                            |
| Woonhuis met lijstgevel in eclectische stijl met neorenaissance-elementen                                         | circa 1900                                   |                                      | Hoogbrugplein 4                                                                | 50° 50' 51" NB, 5° 42' 8" OL  | 0935/1498             | Woonhuis met lijstgevel in eclectische stijl met neorenaissance-elementen                                         |
| Dubbel woonhuis in neogotische stijl                                                                              | 1903                                         |                                      | Hoogbrugstraat 1 / Hoge Barakken 2                                             | 50° 50' 50" NB, 5° 42' 7" OL  | 0935/1499 [dode link] | Dubbel woonhuis in neogotische stijl                                                                              |
| Winkel-woonhuis                                                                                                   | late 19e eeuw (voorgevel)                    |                                      | Hoogbrugstraat 7                                                               | 50° 50' 50" NB, 5° 42' 6" OL  | 0935/1513             | Winkel-woonhuis                                                                                                   |
| Achterhuis | voor 1823                                    |                                      | achter Hoogbrugstraat 14                                                       | 50° 50' 51" NB, 5° 42' 6" OL  | 0935/1500             | Achterhuis |
| Achterhuis | voor 1823                                    |                                      | achter Hoogbrugstraat 16, 16ab                                                 | 50° 50' 51" NB, 5° 42' 5" OL  | 0935/1501             | Achterhuis |
| Winkel-woonhuis                                                                                                   | 1905 (voorgevel)                             |                                      | Hoogbrugstraat 17, 17ab                                                        | 50° 50' 50" NB, 5° 42' 3" OL  | 0935/1502             | Winkel-woonhuis                                                                                                   |
| Achterhuis | voor 1823                                    |                                      | achter Hoogbrugstraat 18                                                       | 50° 50' 51" NB, 5° 42' 5" OL  | 0935/1503             | Achterhuis |
| Achterhuis | 18e eeuw                                     |                                      | achter Hoogbrugstraat 24                                                       | 50° 50' 51" NB, 5° 42' 4" OL  | 0935/1504             | Upload foto |
| Winkel-woonhuis                                                                                                   | 17e eeuw (kern), 1902 (voorgevel)            |                                      | Hoogbrugstraat 31, 31a-d                                                       | 50° 50' 50" NB, 5° 42' 2" OL  | 0935/1505             | Winkel-woonhuis                                                                                                   |
| Dubbel woonhuis in eclectische stijl                                                                              | 1902                                         |                                      | Hoogbrugstraat 33-35                                                           | 50° 50' 50" NB, 5° 42' 1" OL  | 0935/1506             | Dubbel woonhuis in eclectische stijl                                                                              |
| Woonhuis | 1914 (voorgevel)                             |                                      | Hoogbrugstraat 40, 40abc                                                       | 50° 50' 51" NB, 5° 42' 2" OL  | 0935/1508             | Woonhuis |
| Achterbouw |                                              |                                      | achter Hoogbrugstraat 42 (Bourgogneplein)                                      | 50° 50' 52" NB, 5° 42' 1" OL  | 0935/3586 [dode link] | Achterbouw |
| Vermoedelijk voormalig tramstation in chaletstijl                                                                 | 1913                                         |                                      | Hoogbrugstraat 45, 45b / hoek Ruiterij                                         | 50° 50' 51" NB, 5° 41' 58" OL | 0935/1509             | Meer afbeeldingen                                                                                                 |
| Winkel-woonhuis met lijstgevel                                                                                    | 18e eeuw (lijstgevel)                        |                                      | Hoogbrugstraat 51                                                              | 50° 50' 51" NB, 5° 41' 57" OL | 0935/1510             | Winkel-woonhuis met lijstgevel                                                                                    |
| Winkel-woonhuis in sobere, traditionalistische stijl                                                              | 1941                                         |                                      | Hoogbrugstraat 62 / Wycker Grachtstraat 43bcd                                  | 50° 50' 51" NB, 5° 41' 59" OL | 0935/2331 [dode link] | Winkel-woonhuis in sobere, traditionalistische stijl                                                              |
| Winkel-woonhuis met voorgevel in eclectische stijl                                                                | late 19e eeuw (gevel)                        |                                      | Hoogbrugstraat 63                                                              | 50° 50' 51" NB, 5° 41' 56" OL | 0935/1512             | Winkel-woonhuis met voorgevel in eclectische stijl                                                                |
| Woonhuis |                                              |                                      | Kattenstraat 8                                                                 | 50° 50' 57" NB, 5° 41' 56" OL | 0935/1545             | Woonhuis |
| Woonhuis |                                              |                                      | Kattenstraat 10                                                                | 50° 50' 57" NB, 5° 41' 56" OL | 0935/1546             | Woonhuis |
| Woonhuis |                                              |                                      | Kattenstraat 12                                                                | 50° 50' 57" NB, 5° 41' 56" OL | 0935/1547             | Woonhuis |
| Woonhuis met voorgevel in eclectische stijl                                                                       | 1893                                         |                                      | Lage Barakken 1                                                                | 50° 51' 2" NB, 5° 42' 1" OL   | 0935/1623             | Woonhuis met voorgevel in eclectische stijl                                                                       |
| Woonhuis met voorgevel in eclectische stijl                                                                       | 1887                                         |                                      | Lage Barakken 3                                                                | 50° 51' 2" NB, 5° 42' 1" OL   | 0935/1640             | Woonhuis met voorgevel in eclectische stijl                                                                       |
| Woonhuis met voorgevel in eclectische stijl                                                                       | circa 1890                                   |                                      | Lage Barakken 5a-f                                                             | 50° 51' 2" NB, 5° 42' 1" OL   | 0935/1644             | Woonhuis met voorgevel in eclectische stijl                                                                       |
| Woonhuis met voorgevel in eclectische stijl                                                                       | 1892                                         |                                      | Lage Barakken 7                                                                | 50° 51' 2" NB, 5° 42' 1" OL   | 0935/1645             | Woonhuis met voorgevel in eclectische stijl                                                                       |
| Woonhuis met voorgevel in eclectische stijl                                                                       | 1892                                         |                                      | Lage Barakken 9b-f                                                             | 50° 51' 1" NB, 5° 42' 1" OL   | 0935/1647             | Woonhuis met voorgevel in eclectische stijl                                                                       |
| Woonhuis met voorgevel in eclectische stijl                                                                       | 1890                                         |                                      | Lage Barakken 11                                                               | 50° 51' 1" NB, 5° 42' 2" OL   | 0935/1624             | Woonhuis met voorgevel in eclectische stijl                                                                       |
| Art-decogevel voormalige bioscoop Cinema Palace                                                                   | 1926                                         | J. Fasotte, A. Deussen en B. Reggers | Lage Barakken 12                                                               | 50° 50' 57" NB, 5° 42' 4" OL  | 0935/3885             | Meer afbeeldingen                                                                                                 |
| Woonhuis met voorgevel in eclectische stijl                                                                       | 1888                                         |                                      | Lage Barakken 13                                                               | 50° 51' 1" NB, 5° 42' 2" OL   | 0935/1625             | Woonhuis met voorgevel in eclectische stijl                                                                       |
| Complex van drie woonhuizen en café                                                                               | circa 1895                                   |                                      | Lage Barakken 14-16 / Bourgognestraat 25                                       | 50° 50' 55" NB, 5° 42' 5" OL  | 0935/1628 [dode link] | Complex van drie woonhuizen en café                                                                               |
| Woonhuis met voorgevel in eclectische stijl                                                                       | circa 1890                                   |                                      | Lage Barakken 15a-f                                                            | 50° 51' 1" NB, 5° 42' 2" OL   | 0935/1627             | Woonhuis met voorgevel in eclectische stijl                                                                       |
| Drie woningen met lijstgevels in sobere eclectische stijl                                                         | crica 1895-1900                              |                                      | Lage Barakken 17a t/m 21                                                       | 50° 51' 0" NB, 5° 42' 2" OL   | 0935/1629             | Drie woningen met lijstgevels in sobere eclectische stijl                                                         |
| Dubbelpand in sobere neorenaissancestijl                                                                          | 1896                                         |                                      | Lage Barakken 18-20                                                            | 50° 50' 54" NB, 5° 42' 6" OL  | 0935/1632             | Dubbelpand in sobere neorenaissancestijl                                                                          |
| Woonhuis met werkplaats                                                                                           | circa 1907                                   |                                      | Lage Barakken 22                                                               | 50° 50' 54" NB, 5° 42' 6" OL  | 0935/1634             | Woonhuis met werkplaats                                                                                           |
| Woonhuis met voorgevel in eclectische stijl                                                                       | circa 1890                                   |                                      | Lage Barakken 23a-d                                                            | 50° 50' 60" NB, 5° 42' 3" OL  | 0935/1635             | Woonhuis met voorgevel in eclectische stijl                                                                       |
| Complex van vijf woonhuizen in eclectische stijl                                                                  | 1900                                         |                                      | Lage Barakken 24-32                                                            | 50° 50' 53" NB, 5° 42' 6" OL  | 0935/1642 [dode link] | Complex van vijf woonhuizen in eclectische stijl                                                                  |
| Tussenwoning in sobere baksteenarchitectuur                                                                       | 1886                                         |                                      | Lage Barakken 27                                                               | 50° 50' 60" NB, 5° 42' 3" OL  | 0935/1638             | Tussenwoning in sobere baksteenarchitectuur                                                                       |
| Woonhuis met eclectische voorgevel                                                                                | 1901                                         |                                      | Lage Barakken 48, 48a-h                                                        | 50° 50' 51" NB, 5° 42' 7" OL  | 0935/1643             | Woonhuis met eclectische voorgevel                                                                                |
| Winkel-woonhuis in eclecticische stijl                                                                            | 1903                                         |                                      | Lage Barakken 71a-d / hoek Hoogbrugplein                                       | 50° 50' 51" NB, 5° 42' 8" OL  | 0935/1646             | Winkel-woonhuis in eclecticische stijl                                                                            |
| Hekwerk Maaskade                                                                                                  |                                              |                                      | Oeverwal                                                                       | 50° 51' 1" NB, 5° 41' 51" OL  | 0935/3576             | Hekwerk Maaskade                                                                                                  |
| Dubbel woonhuis met lijstgevel                                                                                    | 1903                                         |                                      | Oeverwal 1 / Wycker Pastoorstraat 15                                           | 50° 51' 1" NB, 5° 41' 51" OL  | 0935/1756             | Dubbel woonhuis met lijstgevel                                                                                    |
| Pastorie van de Sint-Martinuskerk                                                                                 | 1930                                         | Alphons Boosten                      | Oeverwal 1a / Wycker Pastoorstraat 8                                           | 50° 51' 2" NB, 5° 41' 52" OL  | 0935/1761             | Pastorie van de Sint-Martinuskerk                                                                                 |
| Woonhuis met lijstgevel                                                                                           | 1903                                         |                                      | Oeverwal 2                                                                     | 50° 51' 1" NB, 5° 41' 51" OL  | 0935/1762             | Woonhuis met lijstgevel                                                                                           |
| Dubbel woonhuis bij Brouwerij De Ridder in eclectische stijl                                                      | 1903                                         |                                      | Oeverwal 3-4                                                                   | 50° 51' 0" NB, 5° 41' 51" OL  | 0935/1763             | Dubbel woonhuis bij Brouwerij De Ridder in eclectische stijl                                                      |
| Magazijn/expeditiecentrum en koelhuis van Brouwerij De Ridder                                                     | circa 1900 en 1945                           |                                      | Oeverwal 7-9 / Wycker Heidenstraat 4                                           | 50° 50' 60" NB, 5° 41' 52" OL | 0935/1764             | Magazijn/expeditiecentrum en koelhuis van Brouwerij De Ridder                                                     |
| reliëf van stadsengel met het wapen van Maastricht                                                                | 1645 (vermoedelijk herplaatst in 1776)       |                                      | Oeverwal (kademuur tegenover Brouwerij De Ridder)                              | 50° 51' 0" NB, 5° 41' 50" OL  | 0935/1765             | reliëf van stadsengel met het wapen van Maastricht                                                                |
| Complex van drie woonhuizen                                                                                       | 1937                                         | Jos Joosten                          | Oeverwal 10-11-12 / hoek Wycker Heidenstraat                                   | 50° 50' 60" NB, 5° 41' 51" OL | 0935/1757             | Complex van drie woonhuizen                                                                                       |
| Hoekpand met lijstgevel                                                                                           | circa 1935                                   |                                      | Oeverwal 14 / Wycker Brugstraat 62                                             | 50° 50' 59" NB, 5° 41' 51" OL | 0935/1760             | Hoekpand met lijstgevel                                                                                           |
| Complex van 4 woningen in neoclassicistische stijl                                                                | circa 1900                                   |                                      | Parallelweg 49a-d, 50, 50a-e, 51 en 52                                         | 50° 51' 3" NB, 5° 42' 15" OL  | 0935/1809             | Complex van 4 woningen in neoclassicistische stijl                                                                |
| Dubbel woonhuis in neoclassicistische stijl                                                                       | circa 1900                                   |                                      | Parallelweg 53 t/m 56                                                          | 50° 51' 2" NB, 5° 42' 15" OL  | 0935/1813             | Dubbel woonhuis in neoclassicistische stijl                                                                       |
| Hekwerk rond vml. begraafplaats van de Sint-Martinuskerk                                                          | 19e eeuw                                     |                                      | Rechtstraat & Sint Maartenslaan & Oeverwal                                     | 50° 51' 3" NB, 5° 41' 55" OL  | 0935/3577             | Hekwerk rond vml. begraafplaats van de Sint-Martinuskerk                                                          |
| Hoekpand met lijstgevel                                                                                           | circa 1906, oudere kern                      |                                      | Rechtstraat 1 / hoek Sint Maartenslaan                                         | 50° 51' 2" NB, 5° 41' 56" OL  | 0935/1827             | Hoekpand met lijstgevel                                                                                           |
| Hoekpand | circa 1950                                   |                                      | Rechtstraat 4 / hoek Wycker Pastoorstraat                                      | 50° 51' 1" NB, 5° 41' 54" OL  | 0935/1833             | Meer afbeeldingen                                                                                                 |
| Cafépand met bovenwoning                                                                                          |                                              |                                      | Rechtstraat 11                                                                 | 50° 51' 1" NB, 5° 41' 55" OL  | 0935/1829             | Cafépand met bovenwoning                                                                                          |
| Voormalig hotel in eclectische stijl                                                                              | 1884                                         |                                      | Rechtstraat 21-21b-h                                                           | 50° 50' 59" NB, 5° 41' 55" OL | 0935/1830             | Voormalig hotel in eclectische stijl                                                                              |
| Woonhuis met lijstgevel in sobere eclectische stijl                                                               | 1902                                         |                                      | Rechtstraat 34                                                                 | 50° 50' 59" NB, 5° 41' 54" OL | 0935/1831             | Woonhuis met lijstgevel in sobere eclectische stijl                                                               |
| Winkel-woonhuis met voorgevel in eclectische stijl                                                                | 1907                                         |                                      | Rechtstraat 50a-d                                                              | 50° 50' 56" NB, 5° 41' 54" OL | 0935/1834             | Winkel-woonhuis met voorgevel in eclectische stijl                                                                |
| Winkel-woonhuis met voorgevel in eclectische stijl                                                                | laat 19e eeuw (gevel)                        |                                      | Rechtstraat 52a-d                                                              | 50° 50' 56" NB, 5° 41' 54" OL | 0935/1835             | Winkel-woonhuis met voorgevel in eclectische stijl                                                                |
| Hardstenen gevelsteen met twee gekruiste stadssleutels                                                            | 1730                                         |                                      | Rechtstraat op achtergevel achterbouw van nr 59                                | 50° 50' 55" NB, 5° 41' 55" OL | 0935/1836             | Upload foto |
| Winkel-woonhuis                                                                                                   | 1875 (voorgevel)                             |                                      | Rechtstraat 71, 71bc                                                           | 50° 50' 53" NB, 5° 41' 54" OL | 0935/3581             | Winkel-woonhuis                                                                                                   |
| Achterhuis | 18e eeuw                                     |                                      | achter Rechtstraat 71, 71abc                                                   | 50° 50' 53" NB, 5° 41' 55" OL | 0935/1837             | Upload foto |
| Achterhuis van Rechtstraat 89                                                                                     |                                              |                                      | achter Rechtstraat 89                                                          | 50° 50' 52" NB, 5° 41' 56" OL | 0935/1839             | Upload foto |
| Winkel-woonhuis met voorgevel in expressionistische stijl                                                         | 1913                                         |                                      | Rechtstraat 90,90a                                                             | 50° 50' 52" NB, 5° 41' 54" OL | 0935/1838             | Winkel-woonhuis met voorgevel in expressionistische stijl                                                         |
| Winkel-woonhuis                                                                                                   | 1901 (voorgevel)                             |                                      | Rechtstraat 102, 102ab                                                         | 50° 50' 52" NB, 5° 41' 54" OL | 0935/1828             | Winkel-woonhuis                                                                                                   |
| Beeld 'Ruiterspel'                                                                                                | 1982                                         | Gène Eggen                           | Ruiterij (Hotel Maastricht)                                                    | 50° 50' 50" NB, 5° 41' 55" OL | 0935/1841             | Meer afbeeldingen                                                                                                 |
| Dubbel woonhuis in eclectische stijl                                                                              | circa 1900                                   |                                      | Sint Maartenslaan 1 / hoek Parallelweg                                         | 50° 51' 5" NB, 5° 42' 14" OL  | 0935/1887             | Dubbel woonhuis in eclectische stijl                                                                              |
| Dubbel woonhuis in eclectische stijl                                                                              | 1e kwart van de 20e eeuw                     |                                      | Sint Maartenslaan 9-11                                                         | 50° 51' 5" NB, 5° 42' 12" OL  | 0935/1909 [dode link] | Dubbel woonhuis in eclectische stijl                                                                              |
| Dubbel woonhuis met nr. 15 in eclectische stijl                                                                   | 1e kwart van de 20e eeuw                     |                                      | Sint Maartenslaan 13                                                           | 50° 51' 5" NB, 5° 42' 11" OL  | 0935/1891             | Dubbel woonhuis met nr. 15 in eclectische stijl                                                                   |
| Dubbel woonhuis met nr. 13 in eclectische stijl                                                                   |                                              |                                      | Sint Maartenslaan 15                                                           | 50° 51' 5" NB, 5° 42' 11" OL  | 0935/1893             | Dubbel woonhuis met nr. 13 in eclectische stijl                                                                   |
| Winkel-woonhuis in expressionistische stijl                                                                       | 1915                                         |                                      | Sint Maartenslaan 23                                                           | 50° 51' 4" NB, 5° 42' 7" OL   | 0935/1896             | Winkel-woonhuis in expressionistische stijl                                                                       |
| Dubbel woonhuis in eclectische stijl                                                                              | circa 1910                                   |                                      | Sint Maartenslaan 29                                                           | 50° 51' 4" NB, 5° 42' 6" OL   | 0935/1897             | Dubbel woonhuis in eclectische stijl                                                                              |
| Winkel-woonhuis in eclectische stijl                                                                              | 1895                                         |                                      | Sint Maartenslaan 31ab / hoek Wilhelminasingel                                 | 50° 51' 3" NB, 5° 42' 5" OL   | 0935/1898             | Winkel-woonhuis in eclectische stijl                                                                              |
| Voormalige hoef- en wagensmederij met bovenwoningen in eclectische stijl                                          | 1898                                         |                                      | Sint Maartenslaan 32bc-34, 34a                                                 | 50° 51' 3" NB, 5° 42' 0" OL   | 0935/1899             | Voormalige hoef- en wagensmederij met bovenwoningen in eclectische stijl                                          |
| Vijf herenhuizen met gevels in eclectische stijl                                                                  | circa 1910                                   |                                      | Sint Maartenslaan 33 t/m 41                                                    | 50° 51' 3" NB, 5° 42' 2" OL   | 0935/1906 [dode link] | Vijf herenhuizen met gevels in eclectische stijl                                                                  |
| Woonhuis | 1918                                         |                                      | Sint Maartenslaan 40                                                           | 50° 51' 3" NB, 5° 41' 59" OL  | 0935/1905             | Woonhuis |
| Winkel-woonhuis met eclectische vormgeving                                                                        | laat 19e eeuw                                |                                      | Sint Maartenslaan 43ab / hoek Lage Barakken                                    | 50° 51' 3" NB, 5° 42' 0" OL   | 0935/1907             | Winkel-woonhuis met eclectische vormgeving                                                                        |
| Woonhuis met garage in eclectische stijl                                                                          | 1911                                         |                                      | Sint Maartenslaan 107, 107ab                                                   | 50° 51' 3" NB, 5° 41' 57" OL  | 0935/1888             | Woonhuis met garage in eclectische stijl                                                                          |
| Woonhuis met gestucte voorgevel in eclectische stijl                                                              |                                              |                                      | Sint Maartenslaan 111abc                                                       | 50° 51' 3" NB, 5° 41' 56" OL  | 0935/1890             | Woonhuis met gestucte voorgevel in eclectische stijl                                                              |
| Voormalig kloostergebouw van de Zusters Franciscanessen                                                           | 1932                                         | Alphons Boosten                      | Sint Maartenspoort 2 / Sint Maartenslaan / Wilhelminasingel                    | 50° 51' 4" NB, 5° 41' 56" OL  | 0935/1911             | Meer afbeeldingen                                                                                                 |
| Woonhuis met lijstgevel                                                                                           | 1914                                         |                                      | Sint Maartenspoort 3                                                           | 50° 51' 5" NB, 5° 41' 58" OL  | 0935/1912             | Woonhuis met lijstgevel                                                                                           |
| Woonhuis met eclectische lijstgevel                                                                               | 1914                                         |                                      | Sint Maartenspoort 5                                                           | 50° 51' 5" NB, 5° 41' 58" OL  | 0935/1913             | Woonhuis met eclectische lijstgevel                                                                               |
| Woonhuis | 1917                                         |                                      | Sint Maartenspoort 7 en 7bc                                                    | 50° 51' 4" NB, 5° 41' 58" OL  | 0935/1914             | Woonhuis |
| Woonhuis met garage                                                                                               | 1920                                         |                                      | Sint Maartenspoort 9                                                           | 50° 51' 4" NB, 5° 41' 58" OL  | 0935/1915             | Woonhuis met garage                                                                                               |
| Herinneringsplaquette Old Hickorydivisie                                                                          | 1969                                         |                                      | Sint Servaasbrug                                                               | 50° 50' 58" NB, 5° 41' 48" OL | 0935/1939             | Herinneringsplaquette Old Hickorydivisie                                                                          |
| Beeld van St. Servaas                                                                                             | 1932                                         | Charles Vos                          | Sint Servaasbrug                                                               | 50° 50' 57" NB, 5° 41' 48" OL | 0935/3587             | Beeld van St. Servaas                                                                                             |
| Woonhuis in neorenaissancestijl                                                                                   | circa 1895                                   |                                      | Spoorweglaan 1, 1bc                                                            | 50° 50' 57" NB, 5° 42' 17" OL | 0935/1953             | Woonhuis in neorenaissancestijl                                                                                   |
| Complex van drie woonhuizen in eclectische stijl                                                                  | 1889                                         |                                      | Spoorweglaan 2-3-4                                                             | 50° 50' 57" NB, 5° 42' 18" OL | 0935/1961             | Complex van drie woonhuizen in eclectische stijl                                                                  |
| Woonhuis in eclectische stijl                                                                                     | 1889                                         |                                      | Spoorweglaan 5                                                                 | 50° 50' 57" NB, 5° 42' 18" OL | 0935/1964             | Woonhuis in eclectische stijl                                                                                     |
| Woonhuis in eclectische stijl                                                                                     | 1900                                         |                                      | Spoorweglaan 8                                                                 | 50° 50' 55" NB, 5° 42' 19" OL | 0935/1966             | Woonhuis in eclectische stijl                                                                                     |
| Woonhuis in eclectische stijl                                                                                     | circa 1900                                   |                                      | Spoorweglaan 9                                                                 | 50° 50' 55" NB, 5° 42' 19" OL | 0935/1967             | Woonhuis in eclectische stijl                                                                                     |
| Herenhuis in art-nouveaustijl                                                                                     | circa 1908                                   |                                      | Spoorweglaan 10                                                                | 50° 50' 54" NB, 5° 42' 19" OL | 0935/1954             | Herenhuis in art-nouveaustijl                                                                                     |
| Woonhuis in eclectische stijl met art-nouveau-invloeden                                                           | 1908                                         |                                      | Spoorweglaan 11, 11ab                                                          | 50° 50' 54" NB, 5° 42' 19" OL | 0935/1955             | Woonhuis in eclectische stijl met art-nouveau-invloeden                                                           |
| Woonhuis met lijstgevel in historiserende stijl                                                                   | 1909                                         |                                      | Spoorweglaan 12                                                                | 50° 50' 54" NB, 5° 42' 19" OL | 0935/1956             | Woonhuis met lijstgevel in historiserende stijl                                                                   |
| Woonhuis met lijstgevel in eclectische stijl                                                                      | 1909                                         |                                      | Spoorweglaan 14, 14a-d                                                         | 50° 50' 54" NB, 5° 42' 19" OL | 0935/1957             | Woonhuis met lijstgevel in eclectische stijl                                                                      |
| Woonhuis met lijstgevel in eclectische stijl                                                                      | 1911                                         |                                      | Spoorweglaan 16                                                                | 50° 50' 53" NB, 5° 42' 19" OL | 0935/1958             | Woonhuis met lijstgevel in eclectische stijl                                                                      |
| Woonhuis | circa 1910                                   |                                      | Spoorweglaan 17a-e                                                             | 50° 50' 53" NB, 5° 42' 20" OL | 0935/1959             | Woonhuis |
| Voormalige garage Fisette met woonhuis in expressionistische stijl                                                | 1926                                         |                                      | Spoorweglaan 19ab / hoek Akerstraat                                            | 50° 50' 52" NB, 5° 42' 20" OL | 0935/1960             | Voormalige garage Fisette met woonhuis in expressionistische stijl                                                |
| Winkel met bovenwoning in zakelijk expressionistische bouwtrant                                                   | 1934                                         |                                      | Stationsplein 1abc                                                             | 50° 50' 58" NB, 5° 42' 17" OL | 0935/2023             | Winkel met bovenwoning in zakelijk expressionistische bouwtrant                                                   |
| Hoekpand in neorenaissance- en later in zakelijk expressionistische stijl                                         | 1902, 1934 (deels herbouw)                   |                                      | Stationsstraat 1                                                               | 50° 50' 58" NB, 5° 42' 17" OL | 0935/2024             | Meer afbeeldingen                                                                                                 |
| Complex van drie woonhuizen in neorenaissancestijl                                                                | 1887                                         | Joh. Kayser                          | Stationsstraat 3-5-5a                                                          | 50° 50' 58" NB, 5° 42' 16" OL | 0935/3579 [dode link] | Complex van drie woonhuizen in neorenaissancestijl                                                                |
| Woonhuis in eclectische stijl                                                                                     | 1898                                         |                                      | Stationsstraat 8                                                               | 50° 50' 59" NB, 5° 42' 15" OL | 0935/2060             | Woonhuis in eclectische stijl                                                                                     |
| Woonhuis in eclectische stijl                                                                                     | 1896                                         |                                      | Stationsstraat 9                                                               | 50° 50' 58" NB, 5° 42' 15" OL | 0935/2061             | Woonhuis in eclectische stijl                                                                                     |
| Woonhuis in neorenaissancestijl                                                                                   | 1887                                         |                                      | Stationsstraat 11                                                              | 50° 50' 58" NB, 5° 42' 14" OL | 0935/2025             | Woonhuis in neorenaissancestijl                                                                                   |
| Woonhuis in eclectische stijl                                                                                     | circa 1896                                   |                                      | Stationsstraat 12                                                              | 50° 50' 59" NB, 5° 42' 15" OL | 0935/2026             | Woonhuis in eclectische stijl                                                                                     |
| Woonhuis in eclectische stijl                                                                                     | 1887                                         |                                      | Stationsstraat 13bcd-15                                                        | 50° 50' 58" NB, 5° 42' 14" OL | 0935/2027             | Woonhuis in eclectische stijl                                                                                     |
| Dubbel woonhuis in eclectische stijl                                                                              | 1892                                         |                                      | Stationsstraat 14/14abc-16                                                     | 50° 50' 59" NB, 5° 42' 14" OL | 0935/2029 [dode link] | Dubbel woonhuis in eclectische stijl                                                                              |
| Woonhuis in eclectische stijl                                                                                     | 1897                                         |                                      | Stationsstraat 17-17B                                                          | 50° 50' 58" NB, 5° 42' 14" OL | 0935/2030             | Woonhuis in eclectische stijl                                                                                     |
| Woonhuis in eclectische stijl                                                                                     | 1896                                         |                                      | Stationsstraat 17a / hoek Alexander Battalaan                                  | 50° 50' 58" NB, 5° 42' 13" OL | 0935/2031             | Woonhuis in eclectische stijl                                                                                     |
| Dubbel woonhuis in eclectische stijl met neorenaissance-elementen                                                 | circa 1895                                   |                                      | Stationsstraat 18, 18ab-20, 20bcd                                              | 50° 50' 59" NB, 5° 42' 14" OL | 0935/2034 [dode link] | Dubbel woonhuis in eclectische stijl met neorenaissance-elementen                                                 |
| Woonhuis in eclectische stijl                                                                                     | 1889                                         |                                      | Stationsstraat 19, 19bcd / hoek Alexander Battalaan                            | 50° 50' 58" NB, 5° 42' 12" OL | 0935/2033             | Woonhuis in eclectische stijl                                                                                     |
| Woonhuis in eclectische stijl met neoclassicistische elementen                                                    | 1886                                         |                                      | Stationsstraat 21, 21abc                                                       | 50° 50' 58" NB, 5° 42' 11" OL | 0935/2035             | Woonhuis in eclectische stijl met neoclassicistische elementen                                                    |
| Woonhuis in eclectische stijl                                                                                     | 1886                                         |                                      | Stationsstraat 23, 23a                                                         | 50° 50' 58" NB, 5° 42' 11" OL | 0935/2036             | Woonhuis in eclectische stijl                                                                                     |
| Woonhuis in eclectische stijl                                                                                     | 1888                                         | Joh. Kayser                          | Stationsstraat 25, 25a-d                                                       | 50° 50' 58" NB, 5° 42' 10" OL | 0935/2037             | Woonhuis in eclectische stijl                                                                                     |
| Complex van drie woonhuizen in eclectische stijl                                                                  | 1886                                         |                                      | Stationsstraat 28 / hoek Alexander Battalaan                                   | 50° 50' 59" NB, 5° 42' 11" OL | 0935/2038             | Complex van drie woonhuizen in eclectische stijl                                                                  |
| Dubbel woonhuis in eclectische stijl                                                                              | 1885                                         |                                      | Stationsstraat 29, 29d-31                                                      | 50° 50' 58" NB, 5° 42' 10" OL | 0935/2041 [dode link] | Dubbel woonhuis in eclectische stijl                                                                              |
| Woonhuis in eclectische stijl                                                                                     | 1895                                         |                                      | Stationsstraat 33 / hoek Wilhelminasingel                                      | 50° 50' 58" NB, 5° 42' 9" OL  | 0935/2042             | Woonhuis in eclectische stijl                                                                                     |
| Complex van twee woonhuizen in eclectische stijl                                                                  | circa 1895                                   |                                      | Stationsstraat 35-37, 37 b01/b02, 37 c01/c02, 37 d01/d02 / Wilhelminasingel 70 | 50° 50' 58" NB, 5° 42' 6" OL  | 0935/2043             | Complex van twee woonhuizen in eclectische stijl                                                                  |
| Woonhuis in eclectische stijl                                                                                     | circa 1885                                   |                                      | Stationsstraat 36                                                              | 50° 50' 59" NB, 5° 42' 10" OL | 0935/2045             | Woonhuis in eclectische stijl                                                                                     |
| Woonhuis met eclectische voorgevel                                                                                | circa 1890                                   |                                      | Stationsstraat 39, 39ab                                                        | 50° 50' 58" NB, 5° 42' 6" OL  | 0935/2046             | Woonhuis met eclectische voorgevel                                                                                |
| Woonhuis in eclectische stijl                                                                                     | circa 1885                                   |                                      | Stationsstraat 40, 40abc                                                       | 50° 50' 59" NB, 5° 42' 10" OL | 0935/2047             | Woonhuis in eclectische stijl                                                                                     |
| Complex van drie woonhuizen in eclectische stijl                                                                  | 1885                                         |                                      | Stationsstraat 41, 43-45, 45ab                                                 | 50° 50' 58" NB, 5° 42' 5" OL  | 0935/2052 [dode link] | Complex van drie woonhuizen in eclectische stijl                                                                  |
| Woonhuis in eclectische stijl                                                                                     | circa 1880-1890                              |                                      | Stationsstraat 42                                                              | 50° 50' 59" NB, 5° 42' 9" OL  | 0935/2049             | Woonhuis in eclectische stijl                                                                                     |
| Woonhuis in eclectische stijl                                                                                     | circa 1880-1890                              |                                      | Stationsstraat 44, 44bcde                                                      | 50° 50' 59" NB, 5° 42' 9" OL  | 0935/2051             | Woonhuis in eclectische stijl                                                                                     |
| Mariamonument | 1952                                         | Albert Termote                       | rotonde Stationsstraat - Wilhelminasingel                                      | 50° 50' 58" NB, 5° 42' 7" OL  | 0935/2195             | Meer afbeeldingen                                                                                                 |
| Complex van twee woonhuizen en een winkel-woonhuis in eclectische stijl                                           | 1886                                         |                                      | Stationsstraat 46-48bcd-50 / Wilhelminasingel 75                               | 50° 50' 59" NB, 5° 42' 8" OL  | 0935/2053             | Complex van twee woonhuizen en een winkel-woonhuis in eclectische stijl                                           |
| Winkel-woonhuis met eclectische voorgevel                                                                         | 1888                                         |                                      | Stationsstraat 47 / hoek Lage Barakken                                         | 50° 50' 58" NB, 5° 42' 4" OL  | 0935/2054             | Winkel-woonhuis met eclectische voorgevel                                                                         |
| Woonhuis in eclectische stijl                                                                                     | 1886                                         |                                      | Stationsstraat 52, 52a / Wilhelminasingel 68a                                  | 50° 50' 59" NB, 5° 42' 5" OL  | 0935/2056             | Woonhuis in eclectische stijl                                                                                     |
| Woonhuis in eclectische stijl met renaissance-invloeden                                                           | 1885                                         |                                      | Stationsstraat 54, 54ab                                                        | 50° 50' 59" NB, 5° 42' 5" OL  | 0935/2057             | Woonhuis in eclectische stijl met renaissance-invloeden                                                           |
| Woonhuis in eclectische stijl                                                                                     | 1885                                         |                                      | Stationsstraat 56ab                                                            | 50° 50' 59" NB, 5° 42' 5" OL  | 0935/2058             | Woonhuis in eclectische stijl                                                                                     |
| Woonhuis in eclectische stijl                                                                                     | 1885                                         |                                      | Stationsstraat 58, 58abc                                                       | 50° 50' 59" NB, 5° 42' 4" OL  | 0935/2059             | Woonhuis in eclectische stijl                                                                                     |
| Herenhuis | 1927                                         | J. Bollen                            | Stenenwal 18a-a03                                                              | 50° 50' 55" NB, 5° 41' 52" OL | 0935/2062             | Herenhuis |
| Dubbel woonhuis met sobere eclectische voorgevel                                                                  | 1904                                         |                                      | Stenenwal 27-27a                                                               | 50° 50' 53" NB, 5° 41' 52" OL | 0935/2063             | Dubbel woonhuis met sobere eclectische voorgevel                                                                  |
| Fontein Hotel Maastricht                                                                                          | 1977                                         | Frans Gast                           | Stenenwal, hoek Waterpoort                                                     | 50° 50' 50" NB, 5° 41' 53" OL | 0935/2064             | Fontein Hotel Maastricht                                                                                          |
| Winkel-woonhuis in eclectische stijl                                                                              | 1902                                         |                                      | Waterpoort 2, 2a-c en Rechtstraat 106                                          | 50° 50' 51" NB, 5° 41' 54" OL | 0935/2193 [dode link] | Winkel-woonhuis in eclectische stijl                                                                              |
| Woonhuis met garages                                                                                              | 1919                                         |                                      | Wilhelminasingel 2 / hoek Sint Maartenspoort                                   | 50° 51' 5" NB, 5° 41' 58" OL  | 0935/2215             | Woonhuis met garages                                                                                              |
| Woonhuis | 1925                                         |                                      | Wilhelminasingel 4                                                             | 50° 51' 5" NB, 5° 41' 59" OL  | 0935/2221             | Woonhuis |
| Woonhuis | 1914                                         |                                      | Wilhelminasingel 34, 34ab                                                      | 50° 51' 4" NB, 5° 42' 0" OL   | 0935/2218             | Woonhuis |
| Woonhuis | 1928                                         |                                      | Wilhelminasingel 38, 38ab, 40 / hoek Sint Maartenslaan                         | 50° 51' 4" NB, 5° 42' 1" OL   | 0935/2220             | Woonhuis |
| Woonhuis in eclectische stijl                                                                                     | 1905                                         |                                      | Wilhelminasingel 41, 41ab / hoek Sint Maartenslaan                             | 50° 51' 3" NB, 5° 42' 5" OL   | 0935/2222             | Woonhuis in eclectische stijl                                                                                     |
| Woonhuis in eclectische stijl                                                                                     | 1904                                         |                                      | Wilhelminasingel 43                                                            | 50° 51' 3" NB, 5° 42' 5" OL   | 0935/2223             | Woonhuis in eclectische stijl                                                                                     |
| Woonhuis in rijke, neogotische stijl                                                                              | 1901                                         |                                      | Wilhelminasingel 45, 45ab                                                      | 50° 51' 3" NB, 5° 42' 6" OL   | 0935/2224             | Woonhuis in rijke, neogotische stijl                                                                              |
| Woonhuis in eclectische stijl                                                                                     | 1897                                         |                                      | Wilhelminasingel 49a-m                                                         | 50° 51' 2" NB, 5° 42' 6" OL   | 0935/2225             | Woonhuis in eclectische stijl                                                                                     |
| Dubbel woonhuis in eclectische stijl                                                                              | 1898                                         |                                      | Wilhelminasingel 51-53                                                         | 50° 51' 2" NB, 5° 42' 6" OL   | 0935/2226             | Dubbel woonhuis in eclectische stijl                                                                              |
| Dubbel woonhuis in eclectische stijl                                                                              | circa 1898                                   |                                      | Wilhelminasingel 55/55a - 57/57b                                               | 50° 51' 2" NB, 5° 42' 7" OL   | 0935/2227             | Dubbel woonhuis in eclectische stijl                                                                              |
| Woonhuis in eclectische stijl                                                                                     | 1903                                         |                                      | Wilhelminasingel 59                                                            | 50° 51' 2" NB, 5° 42' 7" OL   | 0935/2228             | Woonhuis in eclectische stijl                                                                                     |
| Dubbel woonhuis in eclectische stijl                                                                              | 1897                                         |                                      | Wilhelminasingel 61, 61ab-63                                                   | 50° 51' 1" NB, 5° 42' 7" OL   | 0935/2230 [dode link] | Dubbel woonhuis in eclectische stijl                                                                              |
| Woonhuis in eclectische stijl                                                                                     | 1905                                         |                                      | Wilhelminasingel 71a-d                                                         | 50° 51' 0" NB, 5° 42' 8" OL   | 0935/2233 [dode link] | Woonhuis in eclectische stijl                                                                                     |
| Woonhuis in sobere eclectische stijl                                                                              | 1890                                         |                                      | Wilhelminasingel 72-74, 74b-d                                                  | 50° 50' 57" NB, 5° 42' 7" OL  | 0935/2234             | Woonhuis in sobere eclectische stijl                                                                              |
| Woonhuis in eclectische stijl                                                                                     | circa 1900                                   |                                      | Wilhelminasingel 77                                                            | 50° 50' 57" NB, 5° 42' 9" OL  | 0935/2236             | Woonhuis in eclectische stijl                                                                                     |
| Woonhuis in eclectische stijl                                                                                     | 1894                                         |                                      | Wilhelminasingel 79, 79bcd                                                     | 50° 50' 57" NB, 5° 42' 9" OL  | 0935/2237             | Woonhuis in eclectische stijl                                                                                     |
| Woonhuis met voorgevel in eclectische stijl                                                                       | 1894                                         |                                      | Wilhelminasingel 81                                                            | 50° 50' 57" NB, 5° 42' 9" OL  | 0935/2238             | Woonhuis met voorgevel in eclectische stijl                                                                       |
| Woonhuis met voorgevel in eclectische stijl                                                                       | 1894                                         |                                      | Wilhelminasingel 83                                                            | 50° 50' 56" NB, 5° 42' 9" OL  | 0935/2239             | Woonhuis met voorgevel in eclectische stijl                                                                       |
| Dubbel woonhuis in neoclassicistische stijl                                                                       | 1896                                         |                                      | Wilhelminasingel 84-86                                                         | 50° 50' 56" NB, 5° 42' 7" OL  | 0935/2240             | Dubbel woonhuis in neoclassicistische stijl                                                                       |
| Dubbel woonhuis in eclectische stijl                                                                              | 1896                                         |                                      | Wilhelminasingel 85-87                                                         | 50° 50' 56" NB, 5° 42' 10" OL | 0935/2241             | Dubbel woonhuis in eclectische stijl                                                                              |
| Dubbel woonhuis in eclectische stijl met neorenaissance-elementen                                                 | 1899                                         |                                      | Wilhelminasingel 88b-d - 90b01-d02 / hoek Bourgognestraat                      | 50° 50' 56" NB, 5° 42' 7" OL  | 0935/2242             | Dubbel woonhuis in eclectische stijl met neorenaissance-elementen                                                 |
| Woonhuis met achterbouw (stallencomplex) in eclectische stijl                                                     | 1899                                         |                                      | Wilhelminasingel 91 / hoek Bourgognestraat / Lage Barakken                     | 50° 50' 55" NB, 5° 42' 10" OL | 0935/2244             | Woonhuis met achterbouw (stallencomplex) in eclectische stijl                                                     |
| Woonhuis in eclectische stijl                                                                                     | 1899                                         |                                      | Wilhelminasingel 93                                                            | 50° 50' 55" NB, 5° 42' 10" OL | 0935/2245             | Woonhuis in eclectische stijl                                                                                     |
| Woonhuis in eclectische stijl                                                                                     | 1893                                         |                                      | Wilhelminasingel 94                                                            | 50° 50' 55" NB, 5° 42' 8" OL  | 0935/2246             | Woonhuis in eclectische stijl                                                                                     |
| Woonhuis in eclectische stijl                                                                                     | 1900                                         |                                      | Wilhelminasingel 97                                                            | 50° 50' 54" NB, 5° 42' 10" OL | 0935/2247             | Woonhuis in eclectische stijl                                                                                     |
| Woonhuis in eclectische stijl                                                                                     | 1907                                         |                                      | Wilhelminasingel 98                                                            | 50° 50' 54" NB, 5° 42' 8" OL  | 0935/2248             | Woonhuis in eclectische stijl                                                                                     |
| Dubbel woonhuis in eclectische stijl                                                                              | 1900                                         |                                      | Wilhelminasingel 99-101, 101ab                                                 | 50° 50' 54" NB, 5° 42' 10" OL | 0935/2196             | Dubbel woonhuis in eclectische stijl                                                                              |
| Woonhuis in eclectische stijl                                                                                     | 1900                                         |                                      | Wilhelminasingel 102                                                           | 50° 50' 53" NB, 5° 42' 8" OL  | 0935/2197             | Woonhuis in eclectische stijl                                                                                     |
| Dubbel woonhuis in eclectische stijl                                                                              | 1899                                         |                                      | Wilhelminasingel 103-105                                                       | 50° 50' 54" NB, 5° 42' 11" OL | 0935/2199 [dode link] | Dubbel woonhuis in eclectische stijl                                                                              |
| Woonhuis in eclectische stijl                                                                                     | 1899                                         |                                      | Wilhelminasingel 107                                                           | 50° 50' 53" NB, 5° 42' 11" OL | 0935/2200             | Woonhuis in eclectische stijl                                                                                     |
| Complex van drie woonhuizen in eclectische stijl met invloeden van chaletstijl                                    |                                              |                                      | Wilhelminasingel 109 / 111-113                                                 | 50° 50' 53" NB, 5° 42' 11" OL | 0935/2205 [dode link] | Complex van drie woonhuizen in eclectische stijl met invloeden van chaletstijl                                    |
| Woonhuis in traditionele bouwtrant                                                                                | 1921                                         |                                      | Wilhelminasingel 110                                                           | 50° 50' 52" NB, 5° 42' 9" OL  | 0935/2202             | Woonhuis in traditionele bouwtrant                                                                                |
| Woonhuis in eclectische stijl met art-nouveau-invloeden                                                           | 1910                                         |                                      | Wilhelminasingel 112                                                           | 50° 50' 52" NB, 5° 42' 9" OL  | 0935/2204             | Woonhuis in eclectische stijl met art-nouveau-invloeden                                                           |
| Woonhuis in art-nouveaustijl                                                                                      | circa 1910                                   |                                      | Wilhelminasingel 114                                                           | 50° 50' 51" NB, 5° 42' 9" OL  | 0935/2206             | Woonhuis in art-nouveaustijl                                                                                      |
| Woonhuis in eclectische stijl                                                                                     | 1895                                         |                                      | Wilhelminasingel 115                                                           | 50° 50' 52" NB, 5° 42' 11" OL | 0935/2207             | Woonhuis in eclectische stijl                                                                                     |
| Woonhuis in eclectische stijl                                                                                     | 1913                                         |                                      | Wilhelminasingel 116                                                           | 50° 50' 51" NB, 5° 42' 10" OL | 0935/2208             | Woonhuis in eclectische stijl                                                                                     |
| Woonhuis met lijstgevel                                                                                           | 1914                                         |                                      | Wilhelminasingel 117                                                           | 50° 50' 52" NB, 5° 42' 11" OL | 0935/2209             | Woonhuis met lijstgevel                                                                                           |
| Woonhuis | 1913                                         |                                      | Wilhelminasingel 118 / hoek Hoogbrugplein                                      | 50° 50' 51" NB, 5° 42' 10" OL | 0935/2210             | Woonhuis |
| Woonhuis met lijstgevel                                                                                           | 1914                                         |                                      | Wilhelminasingel 119                                                           | 50° 50' 52" NB, 5° 42' 12" OL | 0935/2211             | Woonhuis met lijstgevel                                                                                           |
| Dubbel woonhuis met expressionistische invloeden                                                                  | 1919                                         |                                      | Wilhelminasingel 123-125                                                       | 50° 50' 52" NB, 5° 42' 12" OL | 0935/2213 [dode link] | Dubbel woonhuis met expressionistische invloeden                                                                  |
| Woonhuis in eclectische stijl                                                                                     | 1914                                         |                                      | Wilhelminasingel 127, 127bcd / hoek Akerstraat                                 | 50° 50' 51" NB, 5° 42' 12" OL | 0935/2214             | Woonhuis in eclectische stijl                                                                                     |
| Hoekhuis/winkel-woonhuis                                                                                          | 1926                                         | J. Fasotte, A. Deussen en B. Reggers | Wycker Brugstraat 1 / hoek Lage Barakken                                       | 50° 50' 58" NB, 5° 42' 3" OL  | 0935/3884             | Meer afbeeldingen                                                                                                 |
| Hotelpand met stucgevel in neorenaissancestijl                                                                    | 1885, 1919 (ophoging)                        |                                      | Wycker Brugstraat 2 / hoek Lage Barakken                                       | 50° 50' 59" NB, 5° 42' 3" OL  | 0935/2279             | Meer afbeeldingen                                                                                                 |
| Winkel-woonhuis in art-decostijl                                                                                  | 1929                                         |                                      | Wycker Brugstraat 3, 3bcd                                                      | 50° 50' 58" NB, 5° 42' 3" OL  | 0935/3648             | Winkel-woonhuis in art-decostijl                                                                                  |
| Winkel-woonhuis                                                                                                   | 1924                                         |                                      | Wycker Brugstraat 5, 5b-d                                                      | 50° 50' 58" NB, 5° 42' 3" OL  | 0935/2301             | Winkel-woonhuis                                                                                                   |
| Woonhuis in eclectische stijl                                                                                     | 1885                                         |                                      | Wycker Brugstraat 6 (bij 2 oost)                                               | 50° 50' 59" NB, 5° 42' 2" OL  | 0935/2310             | Woonhuis in eclectische stijl                                                                                     |
| Winkel-woonhuis                                                                                                   | 1930                                         | Alphons Boosten                      | Wycker Brugstraat 7, 7ab                                                       | 50° 50' 58" NB, 5° 42' 2" OL  | 0935/2308             | Winkel-woonhuis                                                                                                   |
| Woonhuis in eclectische stijl                                                                                     | 1885                                         |                                      | Wycker Brugstraat 8 (bij 2 west)                                               | 50° 50' 59" NB, 5° 42' 2" OL  | 0935/2311             | Woonhuis in eclectische stijl                                                                                     |
| Winkel-woonhuis met lijstgevel                                                                                    | circa 1930                                   |                                      | Wycker Brugstraat 9a-c                                                         | 50° 50' 58" NB, 5° 42' 2" OL  | 0935/2309             | Winkel-woonhuis met lijstgevel                                                                                    |
| Woonhuis in eclectische stijl                                                                                     | 1885                                         |                                      | Wycker Brugstraat 10                                                           | 50° 50' 59" NB, 5° 42' 2" OL  | 0935/2270             | Woonhuis in eclectische stijl                                                                                     |
| Winkel-woonhuis                                                                                                   | 1929                                         |                                      | Wycker Brugstraat 11ab                                                         | 50° 50' 58" NB, 5° 42' 2" OL  | 0935/2271             | Winkel-woonhuis                                                                                                   |
| Woonhuis in eclectische stijl                                                                                     | 1885                                         |                                      | Wycker Brugstraat 12, 12b                                                      | 50° 50' 59" NB, 5° 42' 1" OL  | 0935/2272             | Woonhuis in eclectische stijl                                                                                     |
| Woonhuis in neorenaissancestijl                                                                                   | 1885                                         |                                      | Wycker Brugstraat 14, 14ab                                                     | 50° 50' 59" NB, 5° 42' 1" OL  | 0935/2273             | Woonhuis in neorenaissancestijl                                                                                   |
| Winkelpand in art-decostijl                                                                                       | 1927                                         |                                      | Wycker Brugstraat 15                                                           | 50° 50' 58" NB, 5° 42' 1" OL  | 0935/2274             | Winkelpand in art-decostijl                                                                                       |
| Woonhuis in neorenaissancestijl                                                                                   | 1886                                         |                                      | Wycker Brugstraat 16, 16bcd                                                    | 50° 50' 59" NB, 5° 42' 1" OL  | 0935/2275             | Woonhuis in neorenaissancestijl                                                                                   |
| Winkel-woonhuis in neorenaissancestijl                                                                            | 1903                                         |                                      | Wycker Brugstraat 17, 17a-c                                                    | 50° 50' 58" NB, 5° 42' 1" OL  | 0935/2276             | Winkel-woonhuis in neorenaissancestijl                                                                            |
| Woonhuis in eclectische stijl                                                                                     | circa 1890                                   |                                      | Wycker Brugstraat 18, 18bcd                                                    | 50° 50' 59" NB, 5° 42' 0" OL  | 0935/2277             | Woonhuis in eclectische stijl                                                                                     |
| Winkel-woonhuis in neorenaissancestijl                                                                            | 1903                                         |                                      | Wycker Brugstraat 19, 19b-d                                                    | 50° 50' 58" NB, 5° 42' 0" OL  | 0935/2278             | Winkel-woonhuis in neorenaissancestijl                                                                            |
| Woonhuis in eclectische stijl                                                                                     | 1885                                         |                                      | Wycker Brugstraat 20, 20bc                                                     | 50° 50' 59" NB, 5° 41' 60" OL | 0935/2280             | Woonhuis in eclectische stijl                                                                                     |
| Winkel-woonhuis in neorenaissancestijl                                                                            | 1898                                         |                                      | Wycker Brugstraat 21, 21a-d                                                    | 50° 50' 58" NB, 5° 41' 60" OL | 0935/2281             | Winkel-woonhuis in neorenaissancestijl                                                                            |
| Woonhuis in eclectische stijl                                                                                     | 1887                                         |                                      | Wycker Brugstraat 22, 22b                                                      | 50° 50' 59" NB, 5° 41' 59" OL | 0935/2282             | Woonhuis in eclectische stijl                                                                                     |
| Winkel-woonhuis in neorenaissancestijl                                                                            | 1898                                         |                                      | Wycker Brugstraat 23, 23b-d                                                    | 50° 50' 58" NB, 5° 41' 60" OL | 0935/2283             | Winkel-woonhuis in neorenaissancestijl                                                                            |
| Winkel-woonhuis in neorenaissancestijl                                                                            | 1904                                         |                                      | Wycker Brugstraat 27, 27ab                                                     | 50° 50' 58" NB, 5° 41' 59" OL | 0935/2284             | Winkel-woonhuis in neorenaissancestijl                                                                            |
| Café-woonhuis in eclectische stijl                                                                                | 1904                                         |                                      | Wycker Brugstraat 29, 29a / hoek Wycker Grachtstraat                           | 50° 50' 58" NB, 5° 41' 59" OL | 0935/2285             | Café-woonhuis in eclectische stijl                                                                                |
| Winkel-woonhuis in eclectische stijl                                                                              | 1891                                         |                                      | Wycker Brugstraat 31bcd / Wycker Grachtstraat 12bcd                            | 50° 50' 58" NB, 5° 41' 57" OL | 0935/2314             | Winkel-woonhuis in eclectische stijl                                                                              |
| Woonhuis in neoclassicistische stijl                                                                              | circa 1885                                   |                                      | Wycker Brugstraat 32 t/m 36 (oost)                                             | 50° 50' 59" NB, 5° 41' 57" OL | 0935/2290             | Woonhuis in neoclassicistische stijl                                                                              |
| Woonhuis in neoclassicistische stijl                                                                              | circa 1885                                   |                                      | Wycker Brugstraat 32 t/m 36 (west) - 36b                                       | 50° 50' 59" NB, 5° 41' 56" OL | 0935/2291             | Woonhuis in neoclassicistische stijl                                                                              |
| Winkel-woonhuis in eclectische stijl                                                                              | 1891                                         |                                      | Wycker Brugstraat 33-35 (oost)                                                 | 50° 50' 58" NB, 5° 41' 57" OL | 0935/2288 [dode link] | Winkel-woonhuis in eclectische stijl                                                                              |
| Winkel-woonhuis in eclectische stijl                                                                              | 1891                                         |                                      | Wycker Brugstraat 33-35 (west)                                                 | 50° 50' 58" NB, 5° 41' 57" OL | 0935/2289             | Winkel-woonhuis in eclectische stijl                                                                              |
| Winkel-woonhuis in eclectische stijl                                                                              | 1891                                         |                                      | Wycker Brugstraat 37, 37ab                                                     | 50° 50' 58" NB, 5° 41' 56" OL | 0935/2292             | Winkel-woonhuis in eclectische stijl                                                                              |
| Voormalige slagerij in jugendstil                                                                                 | 1902                                         |                                      | Wycker Brugstraat 38a                                                          | 50° 50' 58" NB, 5° 41' 56" OL | 0935/2293             | Voormalige slagerij in jugendstil                                                                                 |
| Winkel-woonhuis in eclectische stijl                                                                              | 1892                                         |                                      | Wycker Brugstraat 39                                                           | 50° 50' 58" NB, 5° 41' 56" OL | 0935/2294             | Winkel-woonhuis in eclectische stijl                                                                              |
| Hoekhuis met bovenwoning                                                                                          |                                              |                                      | Wycker Brugstraat 40-42 / hoek Rechtstraat                                     | 50° 50' 58" NB, 5° 41' 55" OL | 0935/2295 [dode link] | Hoekhuis met bovenwoning                                                                                          |
| Twee woonhuizen in eclectische stijl                                                                              | 1900                                         |                                      | Wycker Brugstraat 41-43                                                        | 50° 50' 58" NB, 5° 41' 56" OL | 0935/2296             | Twee woonhuizen in eclectische stijl                                                                              |
| Winkel-woonhuis in traditionalistische stijl                                                                      | 1937                                         | J. Joosten                           | Wycker Brugstraat 44-44a / hoek Rechtstraat                                    | 50° 50' 58" NB, 5° 41' 54" OL | 0935/2299             | Winkel-woonhuis in traditionalistische stijl                                                                      |
| Woonhuis in eclectische stijl                                                                                     | 1899                                         |                                      | Wycker Brugstraat 49, 49ab / hoek Rechtstraat                                  | 50° 50' 58" NB, 5° 41' 54" OL | 0935/2300             | Woonhuis in eclectische stijl                                                                                     |
| Winkel-woonhuis                                                                                                   | 1935                                         |                                      | Wycker Brugstraat 51, 51a-d                                                    | 50° 50' 58" NB, 5° 41' 54" OL | 0935/2302             | Winkel-woonhuis                                                                                                   |
| Winkel-woonhuis met een voorgevel in eclectische stijl                                                            | circa 1890                                   |                                      | Wycker Brugstraat 53                                                           | 50° 50' 58" NB, 5° 41' 53" OL | 0935/2303             | Winkel-woonhuis met een voorgevel in eclectische stijl                                                            |
| Winkel-woonhuis met een voorgevel in eclectische stijl                                                            | 1892                                         |                                      | Wycker Brugstraat 55                                                           | 50° 50' 58" NB, 5° 41' 53" OL | 0935/2304             | Winkel-woonhuis met een voorgevel in eclectische stijl                                                            |
| Winkel-woonhuis met een voorgevel in eclectische stijl                                                            | 1892                                         |                                      | Wycker Brugstraat 57, 57ab                                                     | 50° 50' 58" NB, 5° 41' 53" OL | 0935/2305             | Winkel-woonhuis met een voorgevel in eclectische stijl                                                            |
| Winkel-woonhuis met voorgevel in art-decostijl                                                                    | 1925 (gevel)                                 |                                      | Wycker Brugstraat 58                                                           | 50° 50' 58" NB, 5° 41' 52" OL | 0935/2306             | Winkel-woonhuis met voorgevel in art-decostijl                                                                    |
| Woonhuis met voorgevel in eclectische stijl                                                                       | 1889                                         |                                      | Wycker Grachtstraat 3                                                          | 50° 50' 57" NB, 5° 41' 58" OL | 0935/2323             | Woonhuis met voorgevel in eclectische stijl                                                                       |
| Winkel-woonhuis                                                                                                   | 1900 (voorgevel), circa 1930 (onderpui)      |                                      | Wycker Grachtstraat 3bcd                                                       | 50° 50' 57" NB, 5° 41' 59" OL | 0935/2330             | Winkel-woonhuis                                                                                                   |
| Woonhuis | 1929                                         | J. Joosten                           | Wycker Grachtstraat 5                                                          | 50° 50' 57" NB, 5° 41' 59" OL | 0935/2332             | Woonhuis |
| Twee woonhuizen in oude kloostervleugel van Zusters Annunciaten                                                   | 17e eeuw (kern), circa 1880 (voorgevel)      |                                      | Wycker Grachtstraat 7-9                                                        | 50° 50' 57" NB, 5° 41' 59" OL | 0935/2333             | Twee woonhuizen in oude kloostervleugel van Zusters Annunciaten                                                   |
| Muurfragmenten van het voormalige Annunciatenklooster                                                             |                                              |                                      | achter Wyckergrachtstraat 7                                                    | 50° 50' 57" NB, 5° 42' 0" OL  | 0935/2334             | Muurfragmenten van het voormalige Annunciatenklooster                                                             |
| Woonhuis | 1930                                         |                                      | Wycker Grachtstraat 10                                                         | 50° 50' 60" NB, 5° 41' 58" OL | 0935/2312             | Woonhuis |
| Dubbel woonhuis in eclectische stijl                                                                              | 1894                                         |                                      | Wycker Grachtstraat 10ab                                                       | 50° 50' 60" NB, 5° 41' 58" OL | 0935/2313             | Dubbel woonhuis in eclectische stijl                                                                              |
| Woonhuis in eclectische stijl                                                                                     | 1890                                         |                                      | Wycker Grachtstraat 14a-d                                                      | 50° 50' 57" NB, 5° 41' 58" OL | 0935/2315             | Woonhuis in eclectische stijl                                                                                     |
| Herenhuis in eclectische stijl                                                                                    | circa 1910                                   |                                      | Wycker Grachtstraat 15, 15a01-a03                                              | 50° 50' 56" NB, 5° 41' 59" OL | 0935/2316             | Herenhuis in eclectische stijl                                                                                    |
| Dubbel woonhuis in eclectische stijl                                                                              | circa 1890                                   |                                      | Wycker Grachtstraat 16-16a                                                     | 50° 50' 57" NB, 5° 41' 58" OL | 0935/2318             | Dubbel woonhuis in eclectische stijl                                                                              |
| Winkel-woonhuis                                                                                                   | 1915                                         |                                      | Wycker Grachtstraat 18a-d / hoek Kattenstraat                                  | 50° 50' 57" NB, 5° 41' 58" OL | 0935/2319             | Winkel-woonhuis                                                                                                   |
| Dubbel woonhuis                                                                                                   | 1902                                         |                                      | Wycker Grachtstraat 22ef                                                       | 50° 50' 56" NB, 5° 41' 58" OL | 0935/2321             | Dubbel woonhuis                                                                                                   |
| Achterhuis met vakwerkbouw                                                                                        |                                              |                                      | Wycker Grachtstraat bij 22-24                                                  | 50° 50' 55" NB, 5° 41' 56" OL | 0935/2320             | Upload foto |
| Woonhuis met poortdoorgang en garage                                                                              | circa 1800 (koetspoort), circa 1920 (garage) |                                      | Wycker Grachtstraat 24, 24c                                                    | 50° 50' 55" NB, 5° 41' 58" OL | 0935/2322             | Meer afbeeldingen                                                                                                 |
| Poortgebouw van de voormalige Sint-Gerarduskerk                                                                   | circa 1935                                   |                                      | Wycker Grachtstraat 30                                                         | 50° 50' 54" NB, 5° 41' 57" OL | 0935/2324             | Meer afbeeldingen                                                                                                 |
| Beeld van de Heilige Gerardus Majella in de vm. Sint-Gerarduskerk                                                 | circa 1935                                   | Charles Vos                          | Wycker Grachtstraat 30                                                         | 50° 50' 54" NB, 5° 41' 58" OL | 0935/2325             | Meer afbeeldingen                                                                                                 |
| Keramisch, gepolychromeerd beeld van de Koningin des Hemels in de kapel bij de vm. Sint-Gerarduskerk              | 1956                                         | Dries Engelen                        | Wycker Grachtstraat bij 30                                                     | 50° 50' 54" NB, 5° 41' 57" OL | 0935/2326             | Keramisch, gepolychromeerd beeld van de Koningin des Hemels in de kapel bij de vm. Sint-Gerarduskerk              |
| Voormalige woonkazerne voor arbeiders                                                                             | 1890-1894                                    |                                      | Wycker Grachtstraat 33b11-35-37                                                | 50° 50' 52" NB, 5° 41' 59" OL | 0935/2327             | Voormalige woonkazerne voor arbeiders                                                                             |
| Werkplaats met bovenwoning                                                                                        | circa 1910                                   |                                      | Wycker Grachtstraat 36, 36a                                                    | 50° 50' 52" NB, 5° 41' 58" OL | 0935/2328             | Meer afbeeldingen                                                                                                 |
| Woonhuis met lijstgevel                                                                                           | late 19e eeuw (gevel)                        |                                      | Wycker Heidenstraat 1                                                          | 50° 50' 59" NB, 5° 41' 53" OL | 0935/2336             | Woonhuis met lijstgevel                                                                                           |
| Magazijn | circa 1900                                   |                                      | Wycker Heidenstraat 3                                                          | 50° 50' 59" NB, 5° 41' 53" OL | 0935/2337             | Magazijn |
| Winkel-woonhuis                                                                                                   | 1900 (voorgevel)                             |                                      | Wycker Pastoorstraat 5                                                         | 50° 50' 59" NB, 5° 41' 52" OL | 0935/2340             | Winkel-woonhuis                                                                                                   |
| Poortgebouw met bovenwoning                                                                                       | 1937                                         |                                      | Wycker Pastoorstraat 7                                                         | 50° 50' 59" NB, 5° 41' 52" OL | 0935/2341             | Poortgebouw met bovenwoning                                                                                       |
| Winkel-woonhuis                                                                                                   | late 19e eeuw (voorgevel)                    |                                      | Wycker Smedenstraat 9a-d                                                       | 50° 50' 59" NB, 5° 41' 51" OL | 0935/2343             | Winkel-woonhuis                                                                                                   |